# Farinelli (film)
Farinelli (1994) is een Belgische historisch-biografische dramafilm van regisseur Gérard Corbiau, die ook het scenario schreef. Het is een verfilming van het geromantiseerd leven van Farinelli.

## Rolverdeling
| Acteur                           | Personage                 |
| -------------------------------- | ------------------------- |
| Stefano Dionisi                  | Carlo Broschi (Farinelli) |
| Enrico Lo Verso                  | Riccardo Broschi          |
| Elsa Zylberstein                 | Alexandra                 |
| Jeroen Krabbé                    | Georg Friedrich Händel    |
| Caroline Cellier                 | Margareth Hunter          |
| Renaud du Peloux de Saint Romain | Benedict                  |
| Omero Antonutti                  | Nicola Porpora            |
| Marianne Basler                  | Gravin Mauer              |
| Pier Paolo Capponi               | Broschi                   |
| Graham Valentine                 | Prins van Wales           |
| Jacques Boudet                   | Filips V                  |
| Delphine Zentout                 | jonge bewonderaar         |
| Richard Reeves                   |                           |
| Jonathan Fox                     |                           |
| Jo Betzing                       |                           |

## Prijzen
- Golden Globe voor "Beste Niet-Engelstalige film" in 1995
- Nominatie voor de Oscar "Beste Buitenlandse Film" in 1995
- César voor "Beste decor" in 1995
- César voor "Beste muziek" in 1995
- Nominatie voor de César "Beste Kostuums" in 1995
- David di Donatello Award voor "Beste kostuums" in 1995
- Nominatie voor David di Donatello Award voor "Beste Decor" in 1995
- Nominatie voor Kristalglobe op Karlovy Vary International Film Festival in 1995
- "Beste Drama" op Palm Springs International Film Festival in 1995